# Escuela de calor (musical)
Escuela de calor es un musical, estrenado en La Nucía, Alicante, España el 20 de abril de 2013.

## Sinopsis
A través del personaje de una locutora de radio-fórmula, interpretado por la actriz Paula Sebastián, se realiza un repaso por algunos de los temas más emblemáticos de la historia del pop en España.

## Canciones
Lista parcial: 
- Amante bandido
- Bienvenidos
- Chica de ayer
- Cien gaviotas
- Déjame
- Embrujada
- Insurrección
- Me cuesta tanto olvidarte
- Mi novio es un zombi
- ¿Qué hace una chica como tú en un sitio como este?
- Sabor de amor
- Te dejé marchar
- Una noche de amor desesperada
- Una noche sin ti
- Venezia

## Elenco
- Paula Sebastián.
- Naím Thomas.
- Alberto Comesaña (cantante del grupo Amistades Peligrosas).
- Joaquín Padilla (cantante del grupo Iguana Tango).
- Pablo Perea (cantante del grupo La Trampa).
- Carlos Segarra (cantante del grupo Los Rebeldes).
- Trevor Murrell (batería).[2]